# Ейсаку Сато
Ейсаку Сато (на японски: 佐藤 栄作) е японски политик от Либерал-демократическата партия.
Сато е последователно финансов министър (1958 – 1960) и министър-председател (1964 – 1972). В знак на признателност към Япония за подписването на Договора за неразпространение на ядрените оръжия той получава Нобелова награда за мир за 1974 г.
От 1964 до 1975 Ейсаку Сато е президент на международната киокушинкай организация.